# Spodnje Duplje
Spodnje Duplje je naselje v Občini Naklo.